# 打撃王 凛
『打撃王 凛』（リトルスラッガー りん）は、佐野隆による日本の漫画作品。

## 概要
ジャンルは野球漫画。全17巻。
『月刊少年マガジン』（講談社）にて連載開始。2009年2月号をもって『マガジンGREAT』へ移籍し、同年4月号からは掲載誌が『マガジンイーノ』に改称された。

## 登場人物

### 緑南シニア
仲村 凛（なかむら りん）
主人公。打順：4番・ポジション：捕手（キャッチャー）。
小さな体に大きな力を秘めたパワーヒッター。6年間のティーバッティングが作り上げた黄金の軸足「スパイラルインパクト」が武器。キャッチャーとしては未熟だが、努力の末に「剛腕」安長の本気のストレートを受けられるまでに成長した。
6年前のやっちんとの「約束」を信じて、何度も転校がありながらも6年間ひたすらティーバッティングのみを繰り返してきた。そして神奈川に帰ってきたと同時にあの時の「約束」を果たすべく緑南シニアの門を叩く。
性格は実直。お人好しで泣き虫。一度事に取り組めば、決して諦めることを知らない努力家。口癖は「う゛んっ！」
一度相手のフォームを見ただけで球の軌道をほぼ完璧にイメージできる「奇跡の目」の持ち主。持ち前の身体能力（スパイラルインパクト）とあわせて、緑南の主砲として数々の奇跡を起こして行く。
安長 隼人（やすなが はやと）
打順：3番・ポジション：投手（ピッチャー）（兼右翼手）
通称「やっちん」。新旧共に緑南シニアのエースピッチャー。140kmオーバーと言う超中学生級の剛速球の持ち主。
半年前に起こった「ある事件」（寺嶋の項を参照）がきっかけで野球そのものに絶望していたが、凛との再開をきっかけに昔交わした「約束」を思い出し、再び日本一への情熱を燃え上がらせて行く。
初めて勝負したあの時から凜の才能にいち早く気づき、凜と別れる時に自分のバットを渡すと共に「日本一のバッター（ピッチャー）になって、ここで日本一を目指そう！」という約束を交わした。
高野 譲二（たかの じょうじ）
打順：1番・ポジション：中堅手（センター）
旧緑南シニア補欠組の一人。勢いだけはあるモノの、達者なのは口だけで実力はからっきし。
だが、凛、そして復活した安長と共に練習に励んでいく内に、己の中にあった劣等感を拭い去り一人前の「戦手」へと成長してゆく。
彼の武器は、後に心の師匠と慕っていた関晃一から「逃げ足だけは…」と言わしめた程の俊足。
猫間 満（ねこま みつる）
打順：2番・ポジション：二塁手（セカンド）
旧緑南シニア補欠組の一人。性格はお調子者、事なかれ主義で諦めの早いタイプ。その上、「出来のいい弟」への劣等感があったが、高野同様、凛と共に歩む内に一人前の「戦手」へと成長してゆく。
あらゆる状況を利用し、己の弱さすらも武器にするしたたかさを持った知恵者。高野と共にチームのムードメーカー。
後藤 晶（ごとう あきら）
打順：9番・ポジション：三塁手（サード）
マネージャー兼任でチームの紅一点。
旧緑南シニア補欠組の一人で新緑南の精神的支柱。野球に対する情熱は人一倍、男勝りの根性とプレイが後に何度も緑南のピンチを救う事となる。
安長に思いを寄せていて、誰よりも彼の事を案じていた。
小山 裕（こやま ゆう）
打順：6番・ポジション：一塁手（ファースト）
旧緑南シニア補欠組の一人。高野同様、凛と共に歩む内に一人前の「戦手」へと成長してゆく。
長身の肥満児で食いしん坊。投げられてきたボールを怖がって取れない程の臆病者だったが、練習を重ねていくうちに一人前のファーストとして新生緑南のメンバーに恥じない選手へと成長してゆく。
目立つ体躯とは裏腹に、緑南メンバーの中ではいまいち影が薄い。身長的に大きくは見えるが、実は寺嶋より少し下だったりする。（9巻裏表紙参照）
金田 丸良（かねだ まるよし）
打順：7番・ポジション：左翼手（レフト）
旧緑南シニア補欠組の一人。見かけひ弱な眼鏡っ子で、現緑南メンツで唯一塾通いしている（世間的に言われる）秀才タイプ。今までどんなに練習しても上手くなれず、それを才能のせいにして逃げて来ていた。
技術的には劣るものの、採集したデータを武器にする知性派。詳細な部分までしっかりと確認する彼の情報力は後にチームを救う事となる。
服部 優吾（はっとり ゆうご）
打順：5番・ポジション：右翼手（ライト）（兼投手）
元緑北シニアの投手。初めて新生緑南と対戦したときは彼らを馬鹿にしていたが、その試合で敗北して「罰ゲーム」を受けている時に改めて凛と出会い、彼の人柄に魅（ひ）かれ緑南への転入を決意する。
自他共に認める「天才」。中学一年にして120kmのストレートと変化球を武器に打者を翻弄する技巧派。
緑南シニアには9人ちょうどしかいないので、服部と安長で投手と右翼手を入れ替わりで掛け持ちする形を取っている。
安長 俊人（やすなが しゅんと）（安長（弟））
打順：8番・ポジション：遊撃手（ショート）
安長隼人の弟で、幼少の頃から野球で活躍する兄の姿に憧れを持つも、喘息もちの為に運動を禁じられていた。
喘息が治ってからも喘息再発の危険から運動を止められていたが、決して野球への憧れが消えることは無く、近くの工事現場で密かに壁を相手に守備の練習を続けていた。
長年の練習の賜物であるグラブ捌きで、喘息持ちとは到底思えないほどの鋭い守備を見せる。
「兄さんを助けられるから」と言う理由でショートを希望した。

### 緑北シニア
寺嶋 武則（てらしま たけのり）
打順：4番・ポジション：捕手
その巨躯から繰り出されるフルスイングで、あらゆるピッチャーの希望を打ち砕くパワーヒッター。通称「黒ゴジラ」。
元々は緑南シニアで安長隼人とバッテリーを組んでいたが、決勝戦の安長の故障をきっかけとして、他のレギュラーたちと共に緑北への入団を決意。この件に関しては安長に対して罪の意識はあるものの、この決断は間違っているとは思わず彼のためになると信じている。
中根 雄翔（なかね ゆうしょう）
打順：9番・ポジション：投手
正確無比なコントロールから繰り出される七色の魔球と（通り名の如く）氷のごとく鋭い観察眼、そして下から抉り込んでくる様なアンダースローを武器に戦う。通称「アイスエッジ」。金田いわく「その瞳の奥に、氷の視線を宿す」。
まず打者の傾向を分析。そこから打者の心理・弱点を読み、さらに相手の苦手な球種を正確なコントロールで「微調整」して（ストライクゾーンギリギリに）投げ込んでくるのが一連のスタイル。そのためか、練習法もかなり独特。
関 晃一（せき こういち）
打順：1番・ポジション：中堅手
通称「ロケッティア」。50m5秒8の俊足を武器とし、当てさえすれば内野ゴロですらヒットにしてしまう。
実は高野が心の師匠と慕う人物。だが当の本人はそれをバッサリ切り捨てた。
猫間 守（ねこま まもる）
打順：2番・ポジション：二塁手
状況を観察し、守備の穴を突くバッティングを得意とする職人タイプ。
実は名前の通り猫間の双子の弟。兄（満）いわく「出来の良い弟」。
福冨 アルベルト（ふくとみ あるべると）
打順：3番・ポジション：三塁手
得点圏打率92%を誇る、勝負所に強いアベレージヒッター。
片言交じりの日本語が特徴的。

### 浜松中央シニア
稲葉 龍太郎（いなば りゅうたろう）
打順：4番・ポジション:投手
浜松中央シニアのオーナーの息子で、絶大な権力を振りかざし勝手我侭に振舞う問題児。性格はいたってフリーダム。己の実力を過信する自信家であり、負けず嫌い。だが、その態度に恥じない程の剛速球の持ち主で、その球速は安長に匹敵するほど。安長をライバル視しており、彼を超えることを目標にしている。
実は凜に負けないくらいの努力家。とある事情から『自分の居場所』にこだわり、その場所を守るためにバッティングセンターで人の何倍も練習をしている。『自分の居場所』を守るという意味では『たった一つの約束』を守るために戦っている凜と似通った物をもっており、岩田氏をして「似た者同士」と言わしめる程。
第2試合で緑南シニアと当たるが、今までの勝手我侭のツケが来たのか試合終盤でチームメイト達が愛想を付かして命令を聞かなくなる。そのまま孤立無援となってしまい試合放棄してしまいそうになるが、『自分の居場所』を捨てようとした稲葉に憤りを感じた凛の怒りの鉄拳を受けて、野球を始めた頃の己を思い出す。
素直で可愛い妹が居る。
高校生編では性格のフリーダムさと共に速球の制球力もアップ。さらに岩田の指示で横手投げの新フォーム「クロス・ファイアー」を習得。長身・剛速球と言う武器に新たに横幅を加え、さらに相手を圧倒するようになる。

### 高校編
仲村 凛 （なかむら りん）
中学編、緑北との試合でヒジを壊してしまったやっちん（安長）が「俺はこの右腕を捨てて左腕に転向する、甲子園で会おう。」と言ってやっちんは引っ越してしまう。そして、この誓いを果たすため凛は、常盤崎高校に入学する。